# Gabriel Barkay
Gabriel Barkay ( hebraico : גבריאל ברקאי; às vezes transcrito do hebraico Gavriel Barkai ) é um arqueólogo israelense.

## Início da vida e estudos
Nascido em 1944 na Hungria, emigrou para Israel em 1950.
Barkay estudou arqueologia, religião e geografia comparadas na Universidade de Tel Aviv, graduou - se summa cum laude e recebeu seu doutorado em arqueologia pela mesma universidade em 1985. Sua dissertação foi sobre impressões de selos LMLK nas alças dos jarros  Ele participou das escavações de Laquis com David Ussishkin. Suas áreas de interesse acadêmico incluem a arqueologia de Jerusalém, arqueologia bíblica, sepultamentos e costumes funerários, arte, epigrafia e glípticos na Idade do Ferro.[carece de fontes?]

## Trabalho de campo arqueológico

### Túmulos do período do Primeiro Templo
Em 1968-71, Barkay e David Ussishkin pesquisaram a necrópole de Silwan desde a época da monarquia da Judéia durante a Idade do Ferro, contendo 50 tumbas de altos oficiais do governo judaita. Barkay também escavou os túmulos da Idade do Ferro nos terrenos da École Biblique no início dos anos 70.[carece de fontes?]

### Pergaminhos de Bênção Sacerdotal
As descobertas mais famosas do Dr. Barkay são dois pequenos amuletos de pergaminho de prata contendo a bênção sacerdotal do Livro de Números ( Numbers 6:24-26 {{{2}}} ), que ele descobriu em 1979 em uma tumba do Primeiro Período do Templo em Ketef Hinnom.[carece de fontes?] Esses amuletos contêm a inscrição bíblica sobrevivente mais antiga descoberta descoberta até o momento, datada do século VII aC e até hoje a única prova arqueológica que as passagens da Bíblia Hebraica, como as conhecemos, estavam em circulação no Período do Primeiro Templo.[carece de fontes?]

### Projeto de Peneiramento do Monte do Templo
Em 2005, juntamente com o arqueólogo Zachi Zweig, Barkay estabeleceu o Temple Mount Sifting Project, um projeto financiado pela Ir David Foundation e dedicado a recuperar artefatos arqueológicos de 400 caminhões carregados de terra removidos do monte pelo templo pelo movimento islâmico israelense Waqf e Israel durante 1996 –2001.[carece de fontes?] A construção incluiu o estabelecimento da chamada mesquita El-Marwani subterrânea em uma estrutura antiga conhecida desde os tempos medievais como estábulos de Salomão, escavando um enorme poço como entrada da estrutura e reduzindo o nível da plataforma na área norte até a entrada.
Uma das conclusões deste projeto é uma bula do século VII AEC (selo de argila redondo afixado nos documentos), que ficou conhecida como "Selo de Belém". O Dr. Barkay ofereceu a primeira tradução da inscrição hebraica de três linhas: "No sétimo ano, Belém, para o rei".[carece de fontes?]
Barkay aponta para as descobertas do período bizantino - principalmente cerâmica e moedas, incluindo moedas raras, mas também elementos arquitetônicos, alguns das igrejas.[carece de fontes?] Alguns estudiosos afirmam que o Monte do Templo foi deixado nu pelos governantes cristãos, em conformidade com a profecia de Jesus de que nenhuma pedra do complexo do Templo ficará em pé ( Mark 13:2, Luke 21:6, Matthew 24:2 {{{2}}} ) e para enfatizar a Igreja da Ressurreição, mas, na avaliação de Barkay, as descobertas provam que "na era bizantina, o Monte do Templo era um centro de atividades", pois o local pode ter igrejas e um mercado.

## Carreira docente
Atualmente, Barkay é professor externo na Universidade Bar Ilan e no Colégio da Universidade de Jerusalém no Monte Sião.

## Presença na mídia
Barkay aparece frequentemente no programa The Naked Archaeologist, do canal History, apresentado por Simcha Jacobovici.[carece de fontes?]

## Prêmios
Em 1996, Barkay recebeu o Prêmio de Jerusalém pelo trabalho de sua vida como arqueólogo de Jerusalém.
Em 2014, ele recebeu o Prêmio Moskowitz de Sionismo.